# Now, Now
Now, Now, dříve známá jako Now, Now Every Children, je americká indie rocková skupina založená v roce 2003 v městečku Blaine, Minnesota, momentálně sídlící ve městě Minneapolis. Skupinu tvoří Cacie Dalager (zpěv, kytara, klávesy), Bradley Hale (bicí, doprovodný zpěv) a Jess Abbott (kytara, zpěv).

## Historie

### Formování kapely
Skupina byla založena přibližně v roce 2003. Spolužáci Cacie Dalager a Bradley Hale se seznámili ve středoškolské pochodové kapele, když bylo oběma 16 let. Zanedlouho společně začali skládat písně, nejdříve akustické povahy, které byly věnované společnému příteli. Jméno kapely byla podle Dalager chybou, která vznikla během online konverzace s kamarády na starých webových stránkách skupiny. Původně bylo toto pojmenování vtipně zvažováno jako název budoucího EP, ale nakonec se natolik ujalo, že kapele zůstalo až do té doby, než kapelu oficiálně rozjeli. Dalager a Hale doplnili pro natočení jejich prvního EP a pro několik prvních koncertů v okolí Minneapolis Bradova sestra Britty (klávesy) a kamarád ze školních lavic, Justin Shweim (basová kytara). Krátce předtím, než skupina začala nahrávat své první album, Schweim kapelu opustil a na jeho místo nastoupila Christine Sako. Jess Abbott se ke skupině připojila až v létě roku 2009 poté, co se do Minnesoty přestěhovala z Maine, původně jen na období léta, než měla nastoupit na vysokou školu, ale nakonec se stala stálou členkou kapely.

### Cars(2007-2009)
V roce 2007 podepsali Now, Now smlouvu s lokálním nezávislým hudebním vydavatelstvíml Afternoon Records, které založil jejich přítel Ian M. Anderson. S tímto vydavatelstvím kapela natočila na začátku roku 2008 dvě EP nazvaná Not One, But Two a In The City. V září roku 2008 Now, Now předskakovali v Minneapolis kapele Mates of State, tento koncert poté Dalager označila za „jednoduše můj nejoblíbenější koncert, který jsme kdy hráli.“ Anderson produkoval jejich debutové studiové album Cars, které bylo digitálně vydáno 15. prosince 2008, na CD vyšlo až 9. července 2009. 3. května 2009 vystupovali na festivalu The Bamboozle a v prosinci vyjeli na společné turné po Evropě se skupinou Paramore.

### Změna hudebního vydavatelství a EPNeighbors(2010-2011)
Po třech a půl letech strávených u Afternoon Records, Now, Now toto vydavatelství opustili, což na svém oficiálním blogu oznámili 16. dubna 2010. Od té doby používá kapela zkrácený název „Now, Now“, které zůstalo z původního „Now, Now Every Children“. O změně názvu kapely Dalager řekla: „Cítili jsme, že se potřebujeme zbavit jakékoliv dětské image, kterou jsme měli. Byla to cesta jak začít nanovo a prostě si zjednodušit práci.“ Již pod novým jménem vydali EP s názvem Neighbors, které si sami produkovali a které digitálně vyšlo 7. září 2010. 140 fyzických kopií EP, které posléze vyšlo, se za necelých 8 minut vyprodalo. 7. prosince bylo album znovu vydáno prostřednictvím vydavatelství No Sleep Records. Skupina poté poprvé vystoupila na festivalu Popsickle, který uspořádala skupina Motion City Soundtrack
Now, Now v roce 2011 odjeli na zimní turné s kapelami Hellogoodbye, Jukebox the Ghost, You, Me, and Everyone We Know a Gold Motel. Kapela měla zároveň naplánované turné s kapelou Fake Problems, ale kvůli přípravě nového materiálu pro nadcházející album a také kvůli „vyčistění [svých] hlav po mnoha měsících neustálého koncertování“ svoji účast zrušili. 3. května 2011 Now, Now vydali kolekci remixů skladeb z alba Neighbors, kterou pojmenovali Neighbors: The Remixes. Stejný den také ohlásili natáčení nového alba, které svěřili producentu Howardu Redekoppovi.
Skupina si získala větší pozornost poté, co jejich skladba „Neighbors“ zazněla v epizodě populárního amerického seriálu Chirurgové („It's a Long Way Back“), která se vysílala 28. dubna 2011. Na podzim roku 2011 vystupovali na turné kapely All Get Out a na 2 koncertech společně s kapelou Mansions.

### Threads (2012-současnost)
8. prosince 2011 bylo prostřednictvím Facebooku oznámeno, že podepsali smlouvu s nahrávací společností Trans Record Label (odnož Atlantic Records), jejímž zakladatelem je Chris Walla (Death Cab for Cutie) a dále, že jejich třetí album Threads bude vydáno 6. března 2012.
Po vydání alba Threads Now, Now otevírali koncerty pro skupinu The Naked and Famous na jejich americkém jarním turné a v květnu doprovázeli kapelu fun. na jejich letním turné. V září vyjeli na samostatné turné po Británii a společně s kapelou Motion City Soundtrack koncertovali v USA a UK.
7. listopadu 2012 vystupovali v televizní show Late Night with Jimmy Fallon, kde představili píseň „Thread“.
Na začátku roku 2013 se Now, Now připojili ke kapele To Write Love on Her Arms na jejich Heavy and Light US tour.

## Sólové projekty
Jess Abott, kytaristka a zpěvačka, svůj sólový projekt Tancred nazvala podle oblíbené postavy z knih Charlie Bone. Pod jménem Tancred vydává akustický indie rock. V roce 2011 vydala svůj debut Capes, které vydalo No Sleep Records a později toho roku vydala ve vlastním nákladu EP String & Twine. 1. října 2013 vyjde její třetí, eponymní album, které vydá Topshelf Records.
Bubeník a doprovodný zpěvák skupiny, Bradley Hale, vlastní projekt nazvaný Sombear rozjel v roce 2012. Jeho electro/popové debutové album, Love You In The Dark, vyšlo 23. července 2013 prostřednictvím Trans Records.

## Diskografie

### Studiová alba
- Cars (2008) - Afternoon Records
- Threads (2012) - Trans Records

### EP
- Not One, But Two (2008) - Afternoon Records
- In The City (2008) - Afternoon Records
- Neighbors (2010) - No Sleep Records
- Neighbors: The Remixes (2011) - No Sleep Records
- Dead Oaks (2012) - Trans Records